# Campionat de Catalunya d'hoquei sobre herba masculí 1960-1961
El Campionat de Catalunya d'hoquei sobre herba masculí 1960-1961 fou la quarantena edició de la competició. Se celebrà des del 27 de novembre de 1960 fins al 20 de març de 1961 i fou organitzada per la Federació Catalana de Hockey. Hi participaren sis clubs, destacant els equips habituals del campionat com el RC Polo, vigent campió, el CD Terrassa, el Club Egara, el FC Barcelona, entre d'altres.
La competició se celebrà durant els caps de setmana de la temporada 1960-1961 i es disputà en format de lliga regular a doble volta, un partit com a local i l'altre com a visitant, amb un total de dotze  jornades. La classificació final s'establí d'acord amb els punts totals obtinguts per cada participant en finalitzar el campionat. Els equips obtingueren dos punts per cada victòria, un punt per cada empat i cap punt per cada derrota.
Es proclamà campió el Club Egara, que acabà imbatut a la competició i aconseguí el seu primer campionat.

## Clubs participants
- Atlètic Terrassa Hockey Club
- CF Barcelona
- Club Egara
- Júnior Futbol Club
- Reial Club de Polo de Barcelona
- Club Deportiu Terrassa

## Taula de resultats
| Casa \ Fora         | ATL        | FCB | EGA | JUN | POL        | TER |
| ------------------- | ---------- | --- | --- | --- | ---------- | --- |
| Atlètic Terrassa HC | —          | 0–1 | 0–4 | 2–0 | 1–1        | 1–2 |
| CF Barcelona        | 0–2        | —   | 1–2 | 2–1 | 1–2        | 0–2 |
| Club Egara          | 3–1        | 4–1 | —   | 5–0 | 3–0        | 2–0 |
| Júnior FC           | [ Nota 1 ] | 1–2 | 0–6 | —   | [ Nota 1 ] | 0–8 |
| RC Polo             | 4–1        | 6–1 | 1–1 | 7–0 | —          | 3–1 |
| CD Terrassa         |            | 2–1 | 0–0 | 5–1 | 2–2        | —   |

1. 1 2  El Júnior FC cedí els punts.

## Classificació general
| Pos | Equip               | PJ | PG | PE | PP | PF | PC | DP  | Pts |
| --- | ------------------- | -- | -- | -- | -- | -- | -- | --- | --- |
| 1   | Club Egara          | 10 | 8  | 2  | 0  | 30 | 4  | +26 | 18  |
| 2   | RC Polo             | 10 | 6  | 3  | 1  | 26 | 11 | +15 | 15  |
| 3   | CD Terrassa         | 9  | 5  | 2  | 2  | 22 | 10 | +12 | 12  |
| 4   | Atlètic Terrassa HC | 9  | 3  | 1  | 5  | 8  | 15 | −7  | 7   |
| 5   | CF Barcelona        | 10 | 3  | 0  | 7  | 10 | 22 | −12 | 6   |
| 6   | Júnior FC           | 10 | 0  | 0  | 10 | 5  | 37 | −32 | 0   |

| Campió de Catalunya d'hoquei sobre herba 1959-60 |
| ------------------------------------------------ |
| Club Egara Primer títol                          |